# امیل سارتوریوس
امیل سارتوریوس (فرانسوی: Émile Sartorius‎; ۱۱ سپتامبر ۱۸۸۳ – ۲۳ نوامبر ۱۹۳۳) بازیکن فوتبال اهل فرانسه بود.
وی همچنین در تیم ملی فوتبال فرانسه بازی کرده‌است.